# 八十垱遗址
八十垱遗址位于湖南省常德市澧县梦溪镇五福村，是一处新石器时代遗址，2001年被列为第五批全国重点文物保护单位。
八十挡遗址于1985年第二次全国文物普查时被发现，1993年、1994年湖南省文物考古研究所先后进行了两次发掘，发掘面积分别为405平方米和182平方米。根据出土物的碳十四测定，遗址年代约为距今7540～7100年。根据出土陶器的文化特征分析，遗址应属于彭头山文化较晚阶段。
八十挡古栽培稻 既不是普通野稻，也不是籼稻和粳稻，更不是机械混杂体，而是一种还含有较多野 稻因子的，正向籼稻为主的方向演化的原始古稻栽培稻复合体，是栽培稻继续演化的原始祖先种群。 